# Dendrocalamus
Dendrocalamus är ett släkte av gräs. Dendrocalamus ingår i familjen gräs.

## Bildgalleri

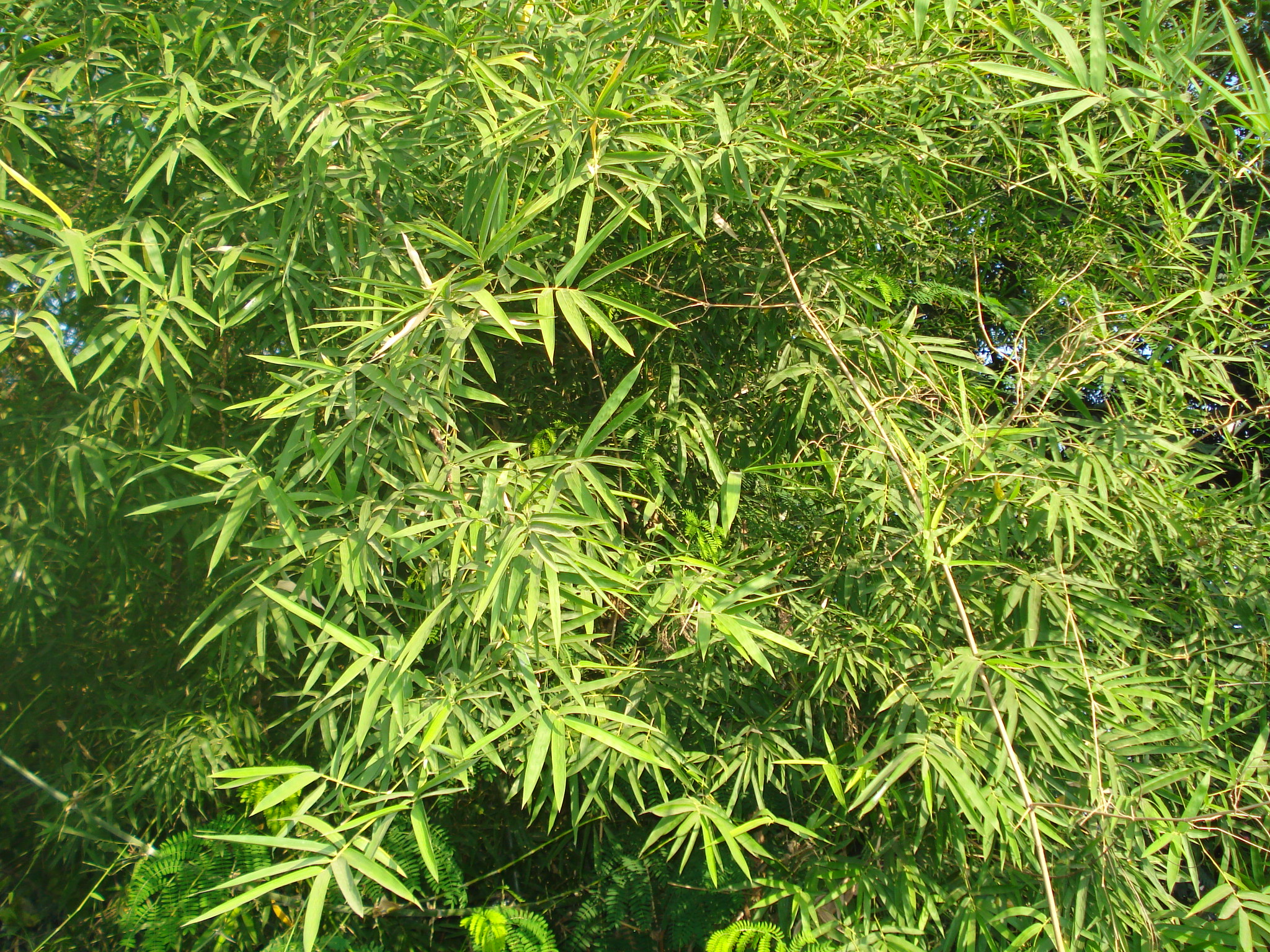
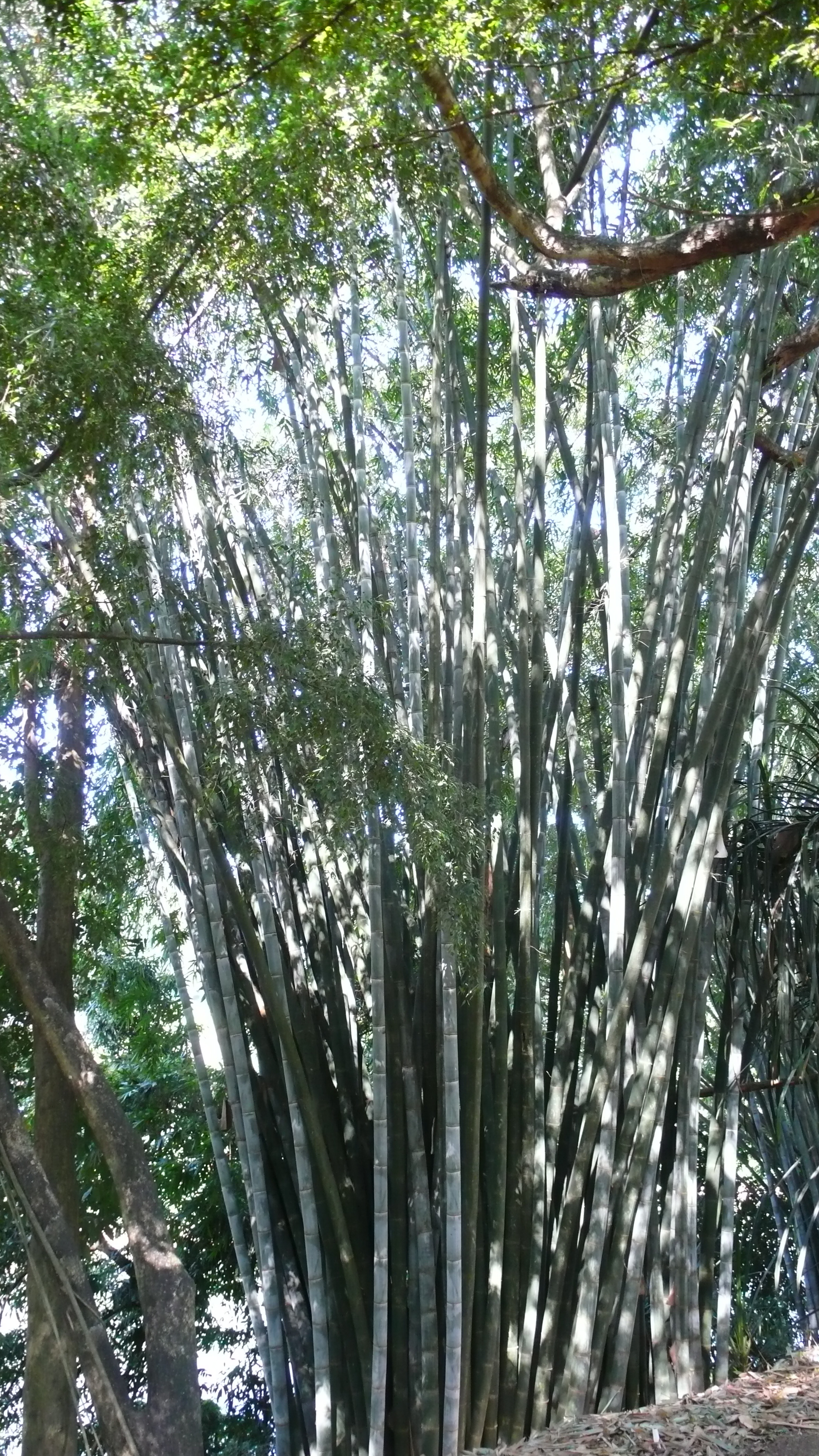
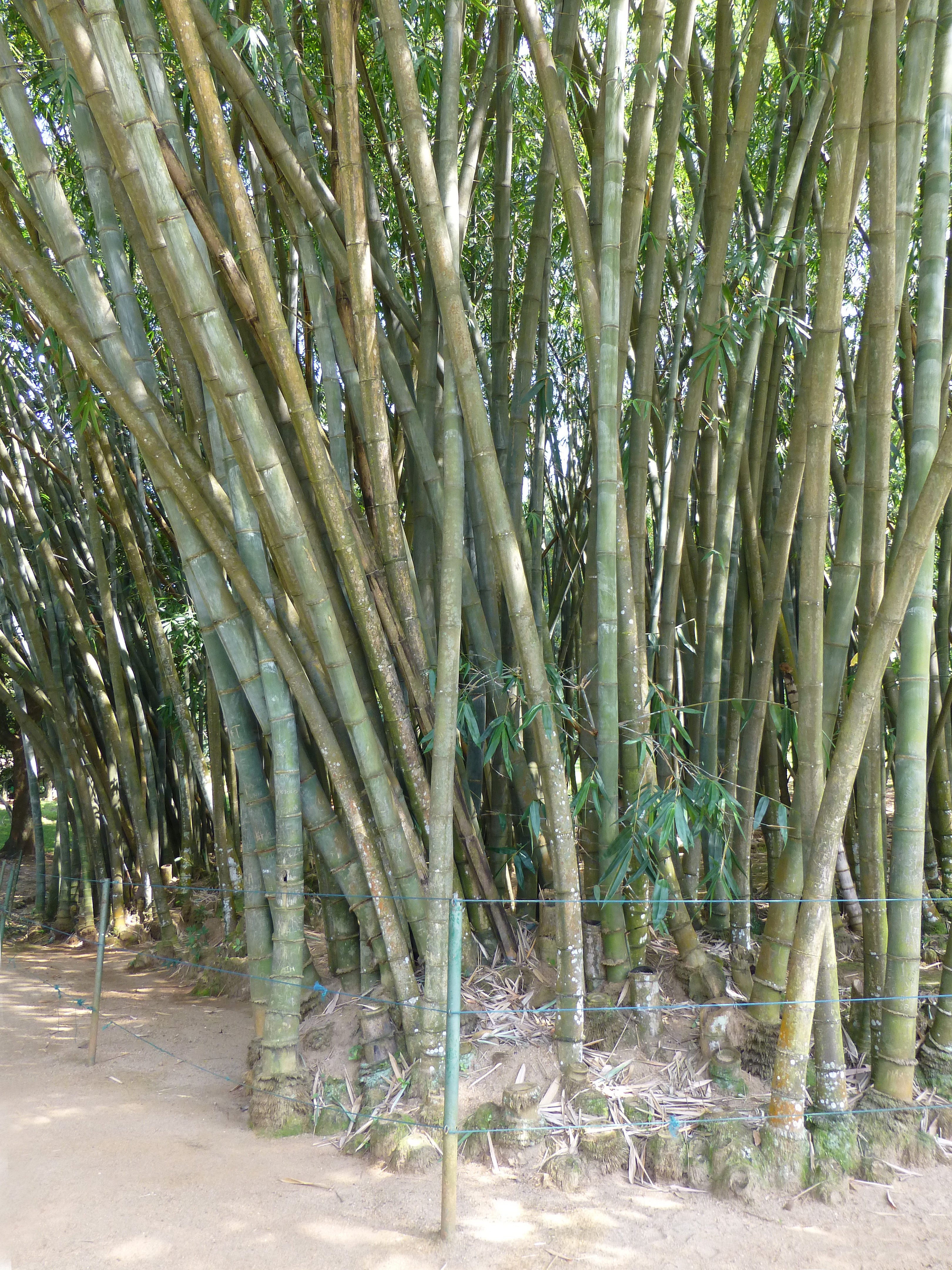
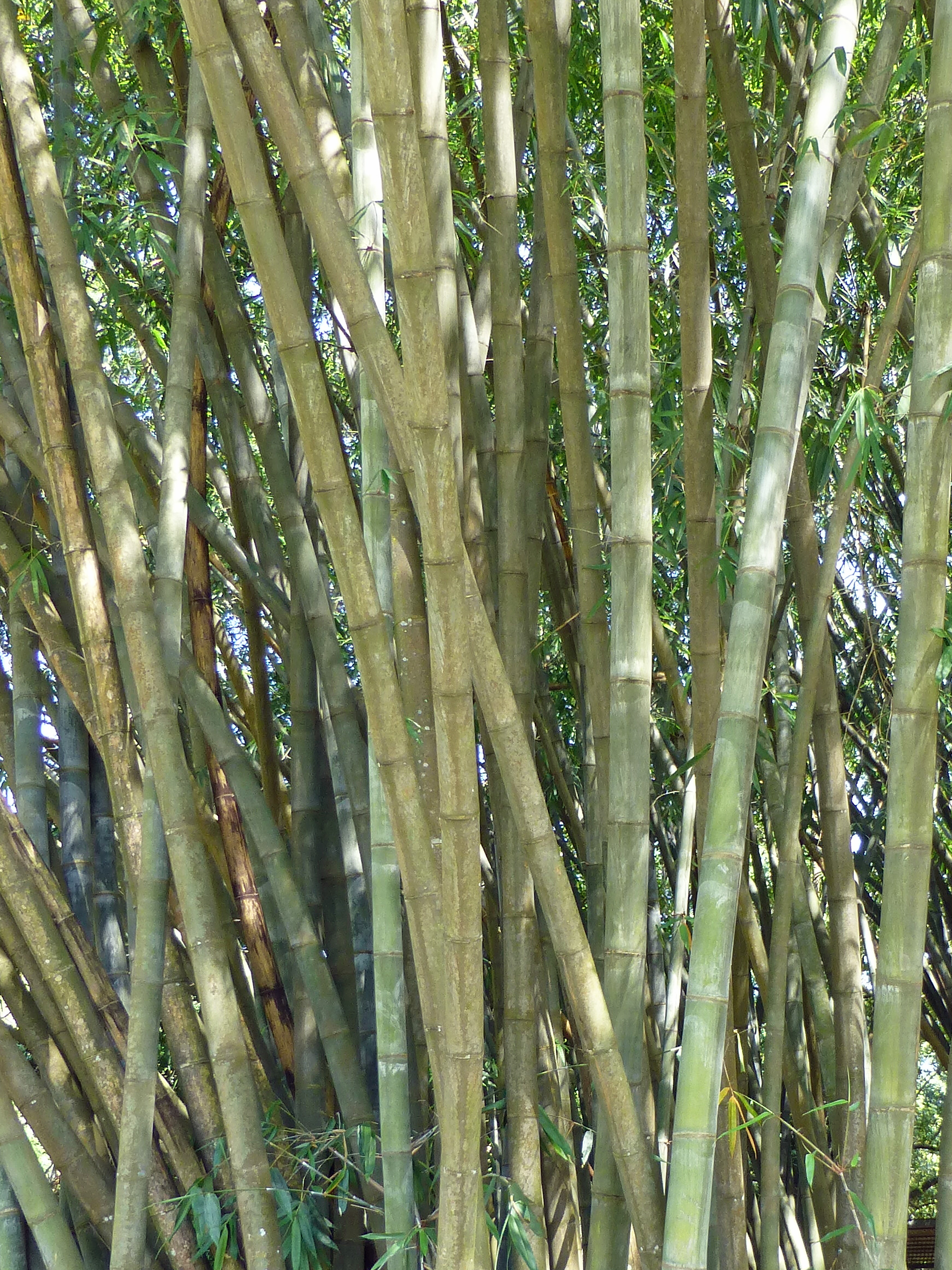
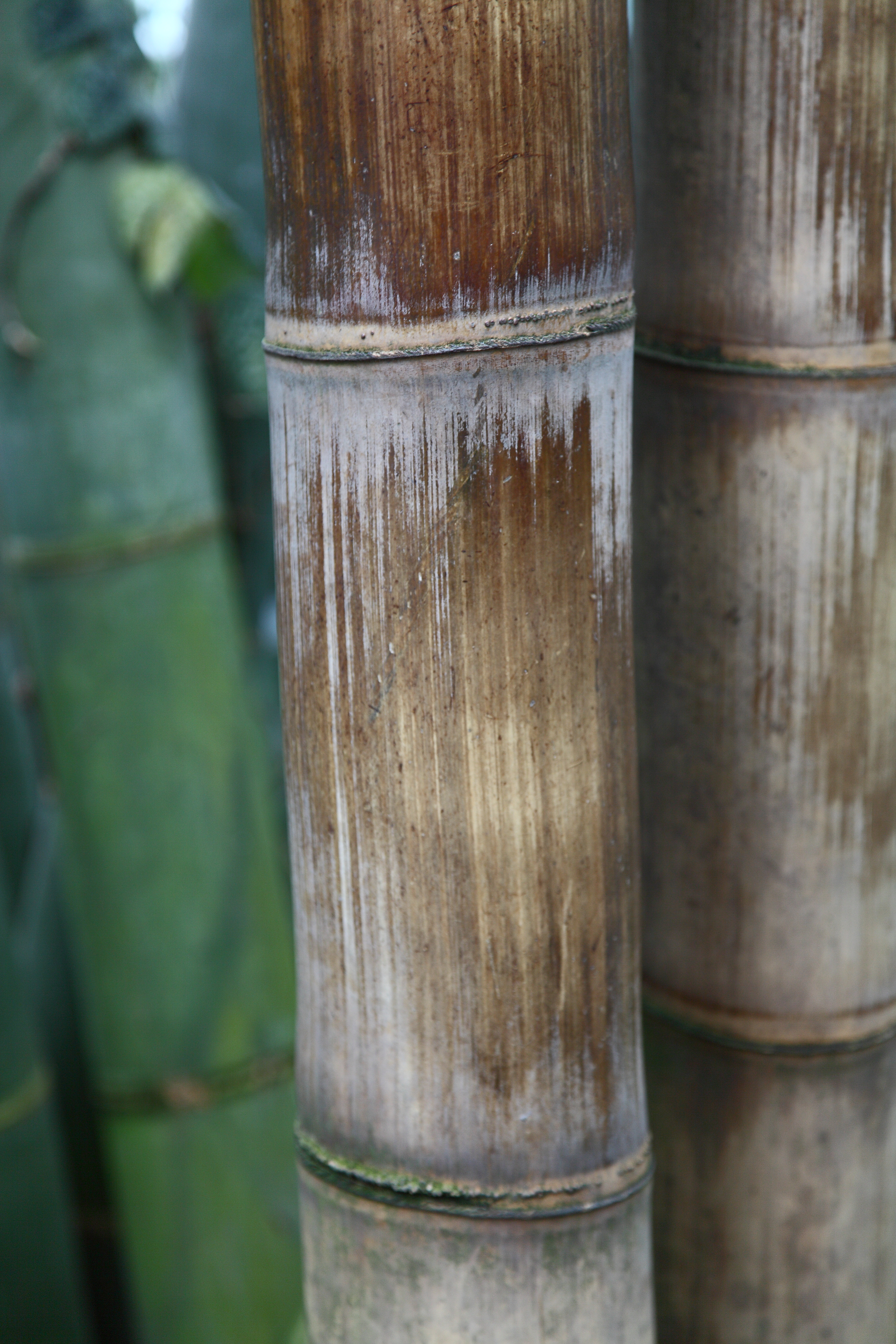
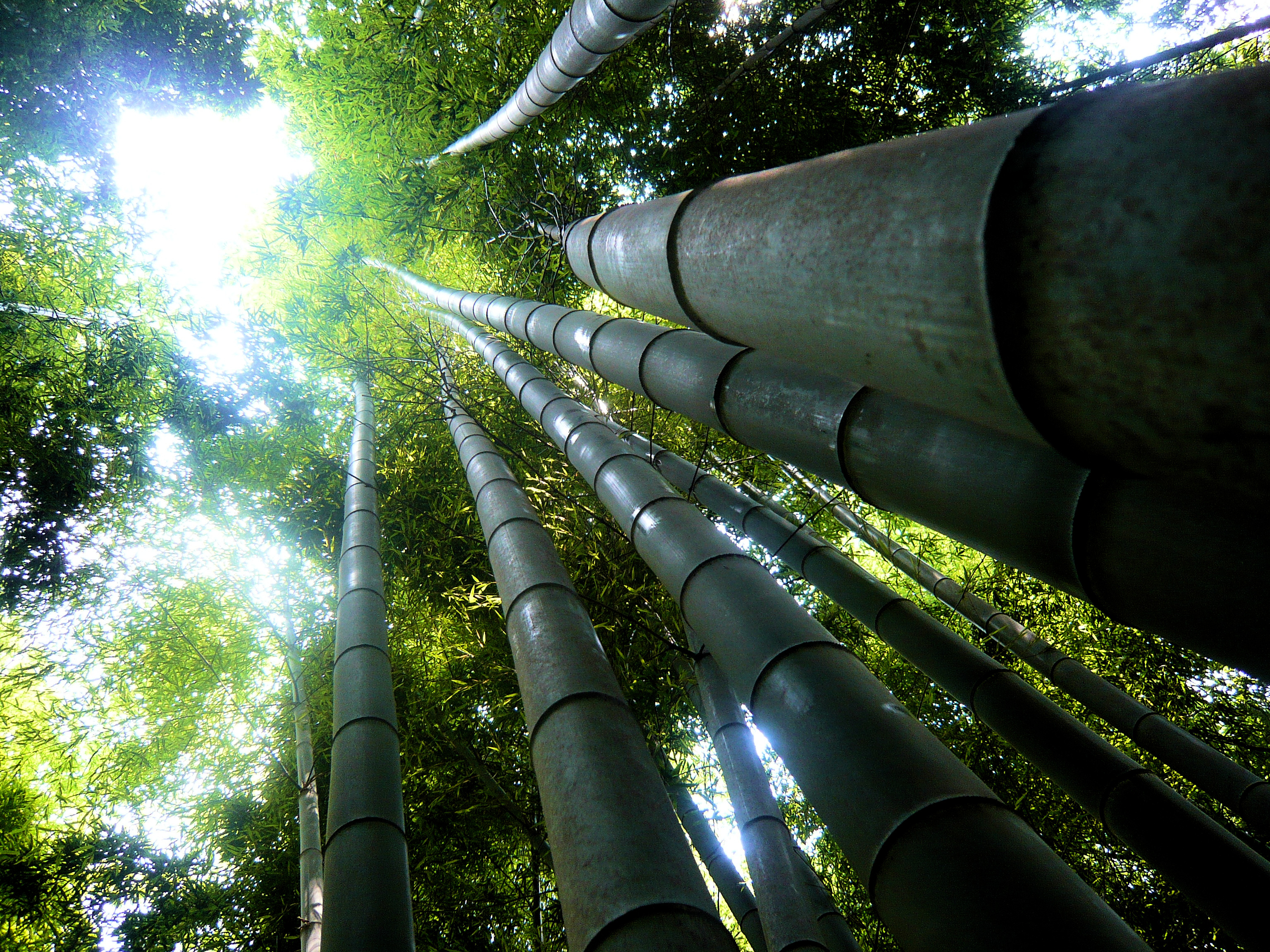

## Dottertaxa tillDendrocalamus, i alfabetisk ordning[1]
- Dendrocalamus asper
- Dendrocalamus bambusoides
- Dendrocalamus barbatus
- Dendrocalamus bengkalisensis
- Dendrocalamus birmanicus
- Dendrocalamus brandisii
- Dendrocalamus buar
- Dendrocalamus calostachyus
- Dendrocalamus cinctus
- Dendrocalamus collettianus
- Dendrocalamus detinens
- Dendrocalamus dumosus
- Dendrocalamus elegans
- Dendrocalamus farinosus
- Dendrocalamus fugongensis
- Dendrocalamus giganteus
- Dendrocalamus hait
- Dendrocalamus hamiltonii
- Dendrocalamus hirtellus
- Dendrocalamus hookeri
- Dendrocalamus jianshuiensis
- Dendrocalamus khoonmengii
- Dendrocalamus latiflorus
- Dendrocalamus latifolius
- Dendrocalamus liboensis
- Dendrocalamus longispathus
- Dendrocalamus macroculmis
- Dendrocalamus membranaceus
- Dendrocalamus merrillianus
- Dendrocalamus messeri
- Dendrocalamus minor
- Dendrocalamus nudus
- Dendrocalamus pachystachyus
- Dendrocalamus parishii
- Dendrocalamus peculiaris
- Dendrocalamus pendulus
- Dendrocalamus poilanei
- Dendrocalamus pulverulentus
- Dendrocalamus sahnii
- Dendrocalamus semiscandens
- Dendrocalamus sericeus
- Dendrocalamus sikkimensis
- Dendrocalamus sinicus
- Dendrocalamus sinuatus
- Dendrocalamus somdevae
- Dendrocalamus strictus
- Dendrocalamus tibeticus
- Dendrocalamus tomentosus
- Dendrocalamus tsiangii
- Dendrocalamus yunnanicus